# Eleição municipal de Magé em 2024
A eleição municipal da cidade brasileira de Magé em 2024 ocorreu no dia 6 de outubro (primeiro turno) com o objetivo de eleger um prefeito, um vice-prefeito e 17 vereadores responsáveis pela administração da cidade no mandato a se iniciar em 1° de janeiro de 2025 e com término em 31 de dezembro de 2028. Foi a primeira em que o município da Baixada Fluminense teve segundo turno, já que ultrapassou a marca de 200 mil eleitores, segundo o Tribunal Regional Eleitoral do Rio de Janeiro (TRE-RJ). O prefeito titular era Renato Cozzolino, do PP. Conforme a legislação eleitoral, Cozzolino esteve apto à reeleição.
No primeiro turno, realizado em 6 de outubro, Renato Cozzolino, candidato pelo PP, foi reeleito com 125.902 votos (88,74% dos votos válidos), seguido de Ricardo da Karol, candidato pelo PL, que obteve 12.146 votos (8,56%). Para a Câmara Municipal, o vereador mais votado da cidade foi Valdeck, do PP, o qual obteve 10.549 votos (7,28% dos votos válidos).

## Calendário eleitoral
| Início        | Fim           | Atividades | Status    |
| ------------- | ------------- | --- | --------- |
| 7 de março    | 5 de abril    | Janela partidária para vereadores trocarem de partido visando concorrer às eleições sem perder o mandato. | Realizado |
| 6 de abril    | 6 de abril    | Data-limite para todas as legendas e federações partidárias obterem o registro dos estatutos no TSE e para todos os candidatos terem domicílio eleitoral na circunscrição em que desejam disputar as eleições com a filiação deferida pelo partido. | Realizado |
| 15 de maio    | 15 de maio    | Início da campanha de arrecadação prévia de recursos na modalidade de financiamento coletivo para pré-candidatos, sem realização de pedidos de voto e obedecendo a regras relativas à propaganda eleitoral na Internet.                             | Realizado |
| 20 de julho   | 5 de agosto   | Realização de convenções partidárias para deliberar sobre coligações e escolher candidatos às prefeituras e aos cargos de vereador. Os partidos têm até 15 de agosto para registrar os nomes na Justiça Eleitoral.                                  | Realizado |
| 16 de agosto  | 16 de agosto  | Início das campanhas eleitorais de forma igualitária, podendo qualquer publicidade ou manifestação com pedido explícito de voto antes da data ser considerada irregular e multada.                                                                  | Realizado |
| 30 de agosto  | 3 de outubro  | Veiculação da propaganda eleitoral gratuita no rádio e na televisão. | Realizado |
| 6 de outubro  | 6 de outubro  | Realização do primeiro turno das eleições municipais. | Realizado |
| 11 de outubro | 25 de outubro | Veiculação da propaganda eleitoral gratuita no rádio e na televisão para o segundo turno. | Realizado |
| 27 de outubro | 27 de outubro | Realização de um eventual segundo turno nas cidades com mais de 200 mil eleitores em que o candidato a prefeito mais votado não tenha atingido a metade mais um dos votos válidos.                                                                  | Realizado |

## Candidatos à prefeitura
| Nº | Prefeito  | Prefeito         | Prefeito            | Prefeito                                                                                      | Vice-prefeita | Vice-prefeita | Vice-prefeita          | Vice-prefeita       | Vice-prefeita                           | Coligação                                                                                | Ref                 |
| Nº | Candidato | Candidato        | Partido Federação   | Cargos relevantes                                                                             | Candidata     | Candidata     | Candidata              | Partido Federação   | Cargos relevantes                       | Coligação                                                                                | Ref                 |
| -- | --------- | ---------------- | ------------------- | --------------------------------------------------------------------------------------------- | ------------- | ------------- | ---------------------- | ------------------- | --------------------------------------- | ---------------------------------------------------------------------------------------- | ------------------- |
| 11 |           | Renato Cozzolino | PP                  | - Deputado estadual do Rio de Janeiro (2015–2020); - Prefeito de Magé (2021–presente);        |               |               | Jamille Cozzolino      | MDB                 | - Professora                            | O Que é Bom Tem Que Continuar! PP, MDB, Agir, Solidariedade e FE Brasil (PT, PCdoB e PV) | [ 9 ] [ 10 ] [ 11 ] |
| 18 |           | Davi Souza       | REDE Fed. PSOL REDE | - Jornalista e gestor público                                                                 |               |               | Eliana Rodrigues       | REDE Fed. PSOL REDE | - Outros                                | Sem coligação                                                                            |                     |
| 22 |           | Ricardo da Karol | PL                  | - Vereador de Duque de Caxias (2009–2012); - Deputado federal pelo Rio de Janeiro (2021–2023) |               |               | Sheila Rosa            | PL                  | - Auxiliar de escritório e assemelhados | Liberdade e Progresso para Magé! PL e DC                                                 | [ 12 ]              |
| 40 |           | Walter Barbosa   | PSB                 | - Administrador                                                                               |               |               | Pastora Joelza Moreira | PSB                 | - Servidora pública                     | Sem coligação                                                                            |                     |

## Resultados

### Prefeito
| Candidato a prefeito     | Candidato a prefeito     | Candidata a vice-prefeita    | Primeiro turno 6 de outubro de 2024 | Primeiro turno 6 de outubro de 2024 |
| Candidato a prefeito     | Candidato a prefeito     | Candidata a vice-prefeita    | Total                               | %                                   |
| ------------------------ | ------------------------ | ---------------------------- | ----------------------------------- | ----------------------------------- |
|                          | Renato Cozzolino (PP)    | Jamille Cozzolino (MDB)      | 125.902                             | 88,74%                              |
|                          | Ricardo da Karol (PL)    | Sheila Rosa (PL)             | 12.146                              | 8,56%                               |
|                          | Davi Souza (REDE)        | Eliana Rodrigues (REDE)      | 3.002                               | 2,12%                               |
|                          | Walter Barbosa (PSB)     | Pastora Joelza Moreira (PSB) | 827                                 | 0,58%                               |
| Total de votos válidos   | Total de votos válidos   | Total de votos válidos       | 141.877                             | 141.877                             |
| Votos apurados           |                          |                              |                                     |                                     |
| Votos válidos            | Votos válidos            | Votos válidos                | 141.877                             | 91,59%                              |
| Votos em branco          | Votos em branco          | Votos em branco              | 5.191                               | 3,35%                               |
| Votos nulos              | Votos nulos              | Votos nulos                  | 7.844                               | 5,06%                               |
| Total de votos apurados  | Total de votos apurados  | Total de votos apurados      | 174.089                             | 174.089                             |
| Eleitores                |                          |                              |                                     |                                     |
| Comparecimentos          | Comparecimentos          | Comparecimentos              | 154.912                             | 76,84%                              |
| Abstenções               | Abstenções               | Abstenções                   | 46.699                              | 28,99%                              |
| Total de eleitores aptos | Total de eleitores aptos | Total de eleitores aptos     | 201.611                             | 201.611                             |
| Total de seções: 801     |                          |                              |                                     |                                     |
| Fonte: TSE               |                          |                              |                                     |                                     |